# Traducción literaria
La traducción literaria es la traducción de textos que tienen la consideración de obras literarias (novelas, cuentos cortos, obras de teatro, poemas, etcétera). El texto debe tener en la lengua a la que es traducido las características de un texto literario. Por ello la traducción de obras literarias, ya sean prosa, poesía, etcétera, se considera una actividad literaria en sí misma. Igualmente la labor de los traductores es inequívocamente una actividad literaria. Son muchos los traductores que han alcanzado reconocimiento por la calidad literaria de sus traducciones.
También es frecuente el caso de escritores que se han hecho un nombre como traductores. La lista incluye a creadores literarios como Charles Baudelaire, Vasili Zhukovski, Tadeusz Boy-Żeleński, Vladimir Nabokov, Jorge Luis Borges, Julio Cortázar, César Aira, Javier Marías y Haruki Murakami.

## Historia
La primera traducción importante en Occidente fue la de la Septuaginta, una colección de escrituras judías traducidas a la koiné temprana en Alejandría entre los siglos III y I a. C. Los judíos dispersados habían olvidado su idioma ancestral y necesitaban de versiones griegas (traducciones) para entender sus escrituras.
A lo largo de la Edad Media, el latín era la lingua franca, o lengua vehicular, del Occidente conocido. Durante el siglo IX, Alfredo el Grande, rey de Wessex, Inglaterra, se avanzó a su tiempo al encargar traducciones en anglosajón vernáculo de la Historia eclesiástica de Beda y de la Consolación de la filosofía de Boecio. Mientras tanto, la Iglesia católica rechazó incluso las adaptaciones parciales de la Biblia Vulgata de San Jerónimo del 384 d. C. aproximadamente, la Biblia estándar en latín.
En Asia, la difusión del budismo llevó a continuos esfuerzos de traducción que abarcaron más de mil años. El Imperio tangut era particularmente eficiente en dichos esfuerzos; valiéndose de la recién inventada xilografía, y con pleno apoyo del gobierno (algunas fuentes contemporáneas describen al Emperador y a su madre contribuyendo a las traducciones, así como a eruditos de nacionalidades diversas), los tanguts consiguieron traducir, en apenas unas décadas, tomos que a los chinos les había llevado siglos producir.
Los árabes emprendieron esfuerzos a gran escala en la traducción. Tras haber conquistado el mundo griego-helenístico del Levante y Egipto, hicieron versiones en árabe de sus obras filosóficas y científicas, dentro de un importante movimiento de traducción greco-árabe (contribuyendo así de manera destacada a la transmisión de los textos clásicos griegos). Durante la Edad Media, las traducciones de algunas de estas versiones árabes de los clásicos griegos se pasaron al latín, principalmente en Córdoba, España. El rey Alfonso X el Sabio promovió está tendencia en el siglo XIII con la fundación de la Escuela de Traductores en Toledo. Los textos árabes, hebreos y latinos se tradujeron de una lengua a otra a cargo de eruditos musulmanes, judíos y cristianos, quienes también debatieron los méritos de sus respectivas religiones. Las traducciones al latín de las obras de erudición y ciencia griegas y árabes ayudaron a que la escolástica europea y, por ende, la ciencia y cultura europea avanzaran.
En la Europa de los siglos XV-XVI la traducción recibió un impulso decisivo de los humanistas del Renacimiento. En la Italia renacentista de comienzos del siglo XV, las primeras generaciones de humanistas, dentro de su interés por la recuperación de la cultura de la Antigüedad clásica, promovieron el estudio filológico de las obras griegas y latinas. Su objetivo era dar a conocer esas obras editándolas con textos depurados; pero mientras el latín era la lengua de cultura dominante en la época en Europa occidental, el conocimiento del griego clásico no estaba muy difundido entre las personas cultas. Por ello, junto a la misión de editar a los clásicos, los humanistas asumieron en algunos casos la tarea de traducir obras griegas al latín. Así, el bizantino Manuel Crisoloras, asentado durante un tiempo en Florencia, tradujo al latín la obra de Homero y la República de Platón. Entre los humanistas que recibieron su enseñanza, Leonardo Bruni tradujo a Platón (Fedro, Apología, Critón) y a Aristóteles, con el hito en 1417 de la Ética a Nicómaco; y Ambrosio Traversario tradujo igualmente al latín a Diógenes Laercio y el Pseudo Dionisio Areopagita (así como numerosas obras de la Patrística de lengua griega).
Ese impulso en la Italia renacentista al conocimiento y traducción de la cultura de la Grecia clásica se reforzó con la llegada a la corte de Cosme de Médici en Florencia del erudito bizantino Georgios Gemistos Pletón poco antes de la caída del Constantinopla a manos de los turcos (1453). Entre los humanistas italianos que recibieron la  influencia de Pletón figuraba Marsilio Ficino, que hizo una rigurosa tarea como traductor de importantes obras griegas al latín: a él se deben traducciones de varios diálogos de Platón, incluido El banquete, sobre el que además escribió un influyente comentario (1484), de Plotino (1492), del Corpus hermeticum (1471) y algunos textos del Pseudo Dionisio Areopagita.
Estas aportaciones, junto a la traducción latina del Nuevo Testamento de Erasmo de Rotterdam (que acompañó a su edición rigurosa del texto griego), condujeron a una nueva actitud frente a la traducción. Por primera vez, los lectores reclamaban rigor en las traducciones, ya que las creencias filosóficas y religiosas dependían de las palabras exactas de Platón, Aristóteles y Jesús.

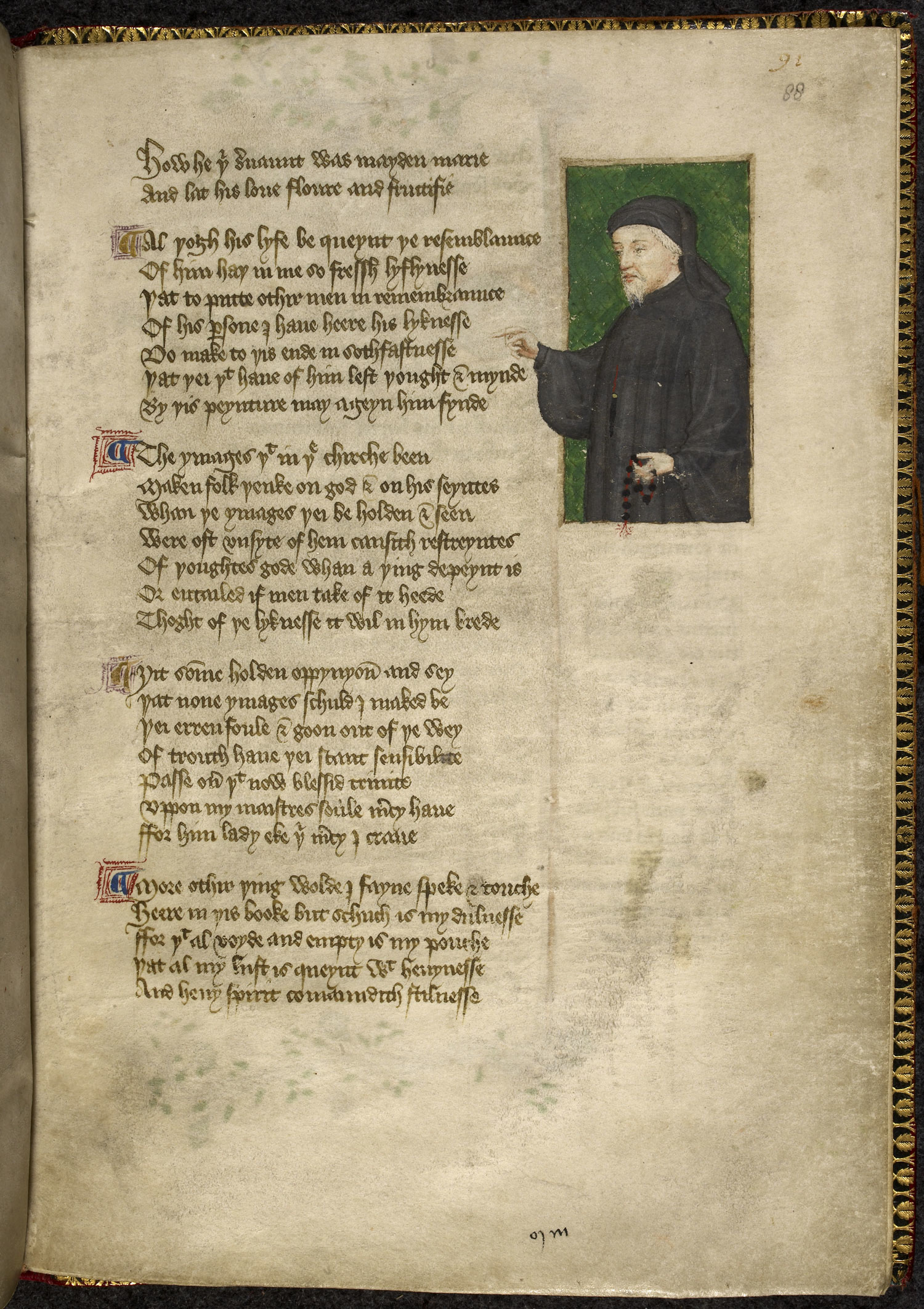
Geoffrey Chaucer

Las amplias tendencias históricas en la práctica de la traducción occidental pueden ilustrarse tomando como base el ejemplo de la traducción hacia el inglés:
- Las primeras traducciones de calidad hacia el inglés corrieron a cargo de Geoffrey Chaucer en el siglo XIV, que adaptó del italiano de Giovanni Boccaccio sus propios Knight's Tale y Troilo y Crésida; también empezó una traducción del francés de Roman de la Rose; y completó la traducción de Boecio del latín. Chaucer fundó una tradición poética inglesa mediante adaptaciones y traducciones de estos primeros idiomas literarios.
- La primera gran traducción al inglés fue la Biblia de Wiclef (alrededor del 1382), que mostraba la fragilidad de una prosa inglesa subdesarrollada. Solo al final del siglo XV empezaría la gran época de la traducción de prosa al inglés, con la traducción de La muerte de Arturo de Thomas Malory, una adaptación de romances artúricos tan libre que, de hecho, apenas puede denominarse una verdadera traducción. Las primeras grandes traducciones del periodo Tudor son la Biblia de Tyndale (1525), que influyó a la Versión Autorizada (1611), y la versión de lord Berners de las Crónicas de Jean Froissart (1523-25).

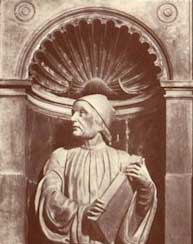
Marsilio Ficino

- En líneas generales, durante el Renacimiento la literatura no erudita, en las lenguas vernáculas de Europa, siguió dependiendo de la adaptación. Así la Pléyade francesa, los poetas ingleses del período Tudor y los traductores isabelinos adaptaban los temas de Horacio, Ovidio, Petrarca y los escritores latinos modernos, creando un nuevo estilo poético basado en esos modelos. Los poetas y traductores ingleses buscaron proveer al nuevo público, fruto del surgimiento de la clase media y del desarrollo de la imprenta, de obras tales como los autores "las habrían escrito" de haber vivido en Inglaterra por aquel entonces.

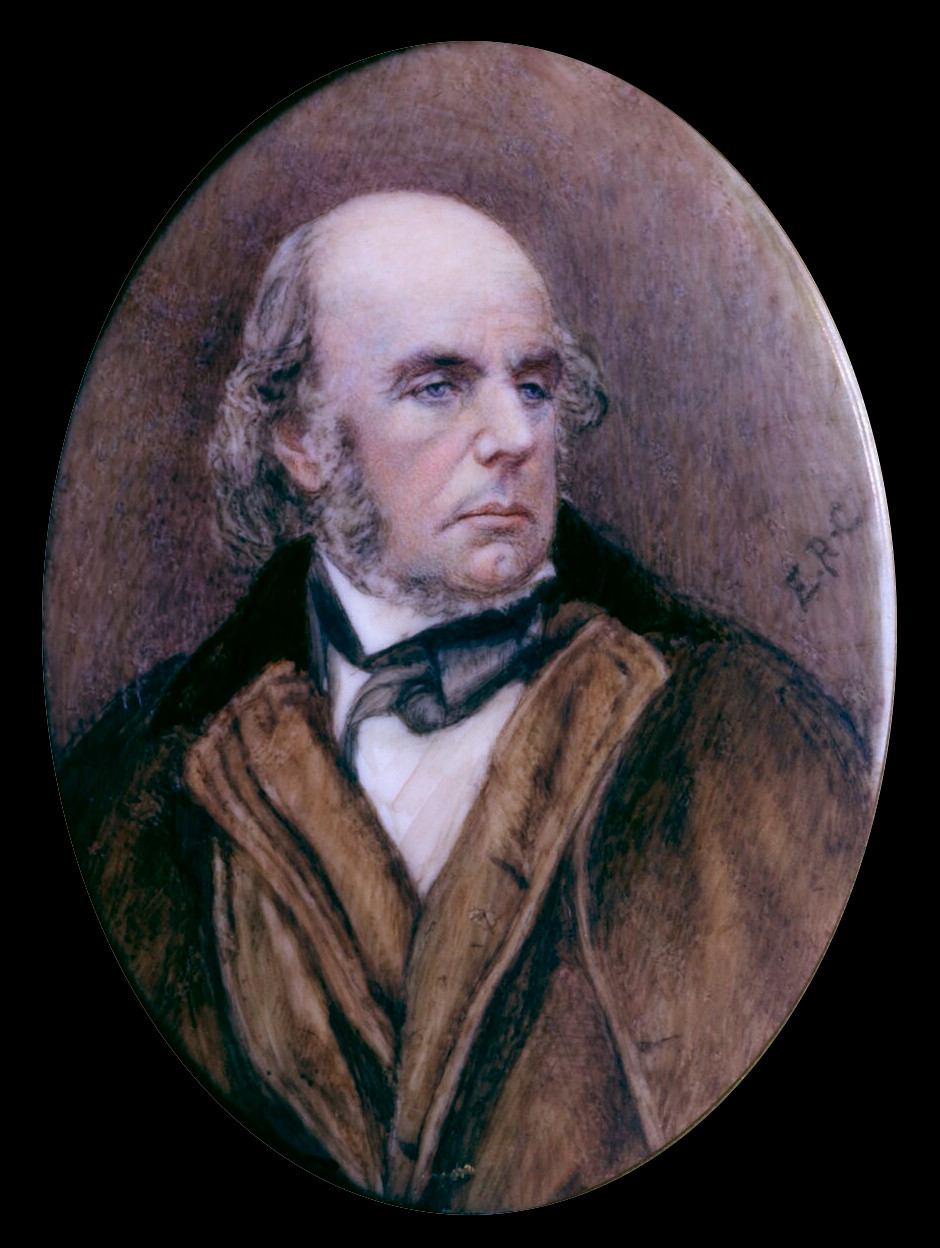
Edward Fitzgerald

En España la misma tendencia aparece, por ejemplo, en Juan Boscán, que en su poesía aborda la imitación de Petrarca y de clásicos como Horacio, a quien sigue y adapta en su Epístola a Mendoza; Boscán dejó además una excelente traducción del libro El cortesano del italiano Baltasar Castiglione. En la misma línea sobresalen también las traducciones y adaptaciones de Horacio que hizo Fray Luis de Leon, así como sus traducciones de la Biblia hebrea: el Cantar de los Cantares.
- Al avanzar la cultura renacentista y la expresión literaria en las lenguas vernáculas europeas, el concepto de la traducción experimentó un considerable progreso más allá de la mera paráfrasis hacia un ideal de equivalencia estilística. Pero, incluso al final de este período, que de hecho se extendió hasta mitades del siglo XVIII, no hubo una preocupación por la exactitud verbal.
En la segunda mitad del siglo XVII, el poeta John Dryden intentó hacer hablar a Virgilio con "las palabras con las que habría escrito de estar vivo y ser inglés". De cualquier manera, Dryden postuló que no había necesidad de emular la sutileza y concisión del poeta romano. De manera similar, en la Inglaterra del siglo XVIII Homero sufrió el empeño de Alexander Pope de reducir el "salvaje paraíso" del poeta griego a algo ordenado.

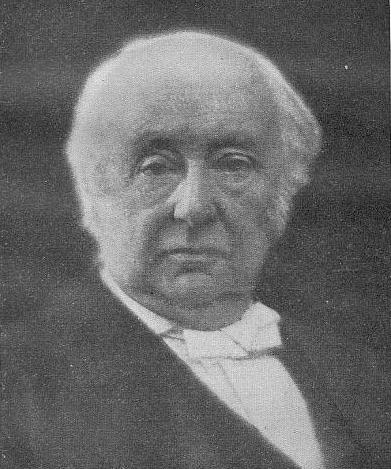
Benjamin Jowett

A lo largo del siglo XVIII, el lema de los traductores fue la facilidad de lectura. Omitían cualquier cosa que no entendían, o que, en su opinión, aburriría al lector. Supusieron alegremente que su estilo propio de expresarse era el mejor, y que los textos debían hacerse de tal manera que su estilo tuviera cabida en la traducción. No se preocuparon por la erudición mucho más que sus predecesores, y no rehuyeron de hacer traducciones de traducciones a terceras lenguas, o de traducir de lenguas que apenas conocían (o como en el caso especial de la falsa traducción de Ossian de James Macpherson, traducir de textos que realmente eran obra del propio "traductor").
- El siglo XIX trajo consigo los nuevos baremos y estándares de exactitud y estilo. En cuanto a exactitud, según J. M. Cohen, la nueva política pasó a ser "el texto, todo el texto y nada más que el texto", a excepción de cualquier pasaje de humor satírico y la inclusión de copiosas notas a pie de página. En cuanto a estilo, el objetivo victoriano, conseguido a través de la metáfrasis (literalidad) o pseudometáfrasis de amplio alcance, recordaba constantemente a los lectores que estaban leyendo un clásico "extranjero". Una excepción durante este período fue la espectacular traducción de Edward Fitzgerald de The Rubaiyat de Omar Jayam (1859), que adquirió su sabor oriental mayoritariamente gracias al uso de nombres persas y discretos ecos bíblicos y que, de hecho, cogió muy poco material del original persa.
Anticipándose al siglo XX, Benjamin Jowett, que tradujo las obras de Platón a un idioma simple y directo, sentó un nuevo patrón en 1871. El ejemplo de Jowett, de cualquier manera, no se siguió hasta bien entrado el nuevo siglo, cuando la exactitud, más que el estilo, se convirtió en el criterio principal de la disciplina.

## Traducción moderna
A medida que los idiomas cambian, los textos en una versión anterior del idioma (ya sean textos originales o traducciones antiguas) pueden resultar difíciles de comprender para los lectores modernos. Así pues, los textos se pueden traducir a una lengua más moderna (denominada "traducción moderna" o "traducción modernizada") para adecuarse al público.
Esto se hace, particularmente, con la literatura escrita en los idiomas clásicos (como el latín o el griego), o con la Biblia (para la que existen una multitud de traducciones). 
El mismo procedimiento también es utilizado para facilitar el acceso del lector a la literatura escrita en una versión anterior de un mismo idioma: así se hace, por ejemplo, en español con el Cantar de Mío Cid, o en inglés con obras como Los cuentos de Canterbury de Geoffrey Chaucer (que en su versión original no son comprensibles para los lectores modernos) o las de William Shakespeare (que en su mayoría puede entender un público moderno, pero que presentan algunas dificultades). La traducción moderna se puede aplicar a cualquier idioma con una larga historia literaria: por ejemplo, en japonés, el Romance de Genji, del siglo XI, para la que existen varias traducciones modernas en japonés actual.
La traducción moderna a menudo requiere de erudición literaria y revisiones textuales, ya que frecuentemente no existe un único texto canónico. Este es el caso de la Biblia y de las obras de Shakespeare, donde la erudición moderna puede resultar en cambios significativos en el texto, razón por la cual los traductores y eruditos tradicionalistas se oponen comúnmente a la traducción moderna. El propósito de la traducción artística es transmitir no solo el contenido de la obra original, sino también su valor artístico y calidad estética.
Asimismo, se puede encontrar el proceso inverso, esto es, la traducción de literatura moderna a las lenguas clásicas.

## Poesía

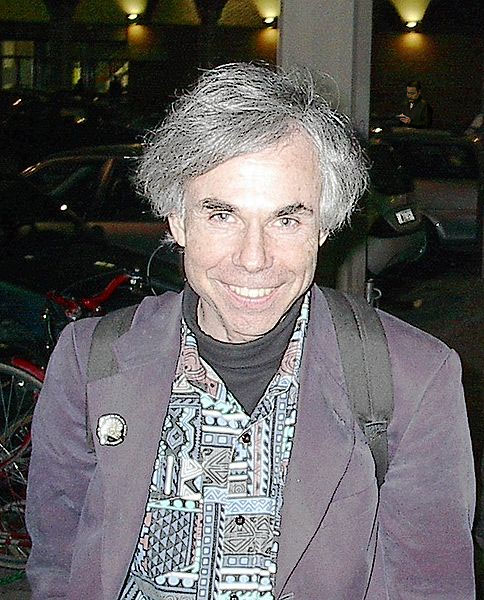
Douglas Hofstadter

La poesía presenta retos especiales para los traductores, dada la importancia de los aspectos formales del texto, además del contenido. En su influyente trabajo de 1959 titulado "On Linguistic Aspects of Translation", el lingüista y semiótico ruso Roman Jakobson declaró que "la poesía, por definición, es intraducible". Robert Frost era igualmente pesimista: "La poesía es aquello que se pierde en las traducciones".
En 1974 el poeta americano James Merrill escribió un poema, "Lost in Translation", que en parte explora esta idea. La cuestión también se debatió en el libro de 1997 Le Ton beau de Marot, de Douglas Hofstadter, donde defiende que una buena traducción de un poema debe transmitir todo lo posible no solo su significado literal, sino también su forma y estructura (métrica, rima, esquema de aliteración, etc.).

## Textos religiosos

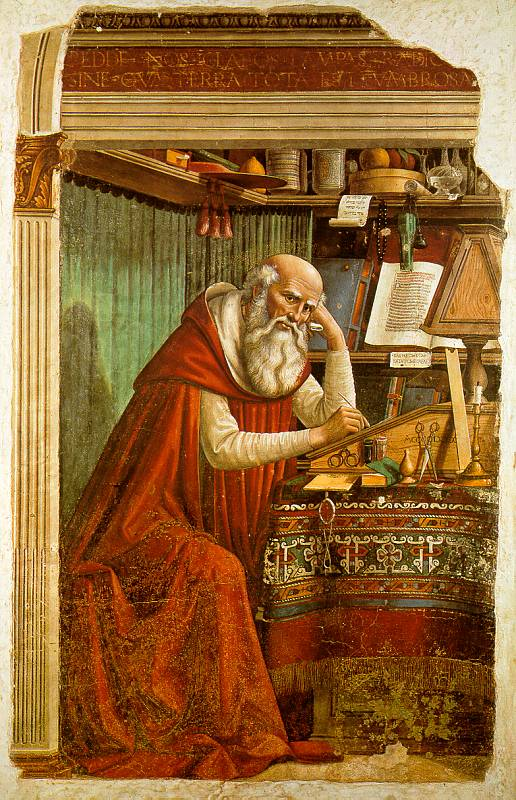
San Jerónimo, santo patrón de los traductores y enciclopedistas

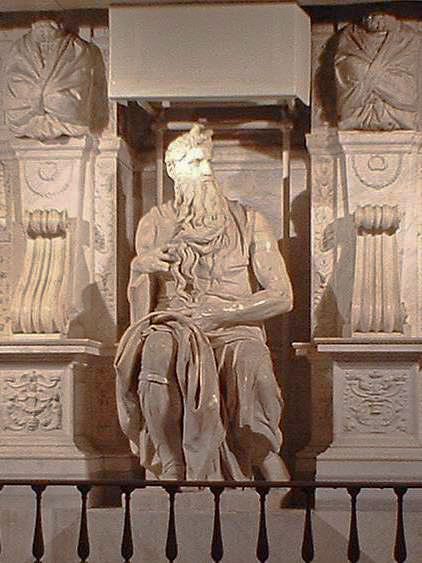
Error de traducción: Moisés cornudo, por Miguel Ángel

La traducción de textos religiosos ha tenido un papel muy importante en la historia. Dichas traducciones pueden estar influenciadas por la tensión entre el texto y los valores que los traductores desean transmitir. Por ejemplo, los monjes budistas que tradujeron los sutras indios al chino a veces ajustaron la traducción para reflejar mejor la distintiva cultura china, enfatizando nociones como la piedad filial.
Uno de los primeros textos traducidos del occidente del que se tiene constancia es la traducción del Antiguo Testamento al griego en el siglo III a. C. La traducción se conoce como "Septuaginta", en referencia a los setenta traductores (setenta y dos, según algunas versiones) encargados de traducir la Biblia en Alejandría, Egipto. Cada traductor trabajó solo, confinado en una celda, y según la leyenda sus versiones fueron todas idénticas. La Septuaginta se convirtió en el texto fuente para posteriores traducciones a muchas lenguas, incluyendo el latín, el copto, el armenio y el georgiano.
San Jerónimo, el santo patrón de los traductores, se considera uno de los grandes traductores de la historia por su traducción de la Biblia al latín. Durante siglos, la Iglesia católica utilizó esta traducción (conocida como Vulgata), aunque en primera instancia causó controversia.
El periodo precedente a, y contemporáneo con, la Reforma protestante fue testigo de la traducción de la Biblia a los idiomas europeos, que se inicia con la traducción al alemán dirigida por Lutero. Lutero tradujo en primer lugar el Nuevo Testamento (en 1522); en la traducción del antiguo Testamento colaboraron con él Philipp Melanchthon, Bugenhagen y otros eruditos; de esta manera en 1534 se publicó en Wittenberg la versión completa de la llamada Biblia de Lutero. Con ese modelo se realizaron diversas traducciones a otros idiomas europeos, incluido el español (traducción de la Biblia de Casiodoro de la Reina). La Reforma protestante contribuyó a la división de la Cristiandad occidental entre la Iglesia católica y el protestantismo; en ese enfrentamiento tuvieron gran importancia las disparidades entre las interpretaciones de palabras y pasajes cruciales en las distintas traducciones de la Biblia. El debate y cisma religioso por las diferentes traducciones de textos religiosos sigue hoy en día.
Un famoso error de traducción de la Biblia se da en la palabra hebrea קֶרֶן (keren), que tiene varios significados, como "cuerno" o "haz de luz". Fruto de ello, los artistas representaron durante siglos a Moisés con cuernos saliendo de su frente. Un ejemplo de esto es la famosa escultura de Miguel Ángel.

## Traducción e industria editorial

### La demanda de traducción literaria
La necesidad de la traducción literaria nace del interés del público de un determinado ámbito cultural o país  por leer y conocer obras escritas en otro ámbito cultural y en un idioma diferente del suyo. Por ello es frecuente y necesaria la circulación de obras traducidas. Una gran parte de la producción literaria que las editoriales ofrecen al público está formada por libros traducidos.
Aun cuando la traducción literaria tiene la larga tradición que se ha descrito en este artículo, es indudable que desde mediados del siglo XX la internacionalización de la cultura y la comunicación y la expansión de la industria editorial han propiciado e impulsado un aumento de la producción y la calidad de la traducción literaria; se ha desarrollado una mayor comprensión y conciencia del papel del traductor literario  y los traductores cuentan con la formación y los instrumentos para hacer versiones íntegras y rigurosas. La figura se ha consolidado y su vinculación con las editoriales se ha reforzado (si bien existen todavía desencuentros y diferencias, como las reclamaciones por la insuficiente remuneración del trabajo de traducción). 
Si se trata de grupos editoriales con presencia mundial, es común que las obras sean traducidas a varios idiomas por un equipo de traductores. No obstante, se ha señalado un deterioro de la calidad de los textos traducidos y la necesidad de realizar traducciones con espíritu crítico (por ejemplo, según lineamientos del traductólogo Antoine Berman) y de respetar el valor intelectual de sus productos.
En algunos casos las necesidades editoriales han obligado a recurrir a traducciones indirectas: esto ocurre, por ejemplo, cuando una obra escrita en un idioma determinado, para el cual no se cuenta con traductores especializados, se traduce al español no a partir del texto original, sino a través de una traducción previa existente en un idioma conocido por el traductor (en el ámbito de la cultura hispánica esa lengua puente suele ser el francés o el inglés). Estas traducciones utilitarias cumplen un objetivo: dar a conocer a un autor ante los lectores de una determinada lengua, cuando no hay suficientes traductores para traducir del idioma original. Ahora bien, estas traducciones no pueden considerarse estrictamente traducciones literarias. Uno de los rasgos de la traducción literaria es que el traductor la realiza con un conocimiento directo de la obra original en el idioma en que fue escrita.

### La figura de los traductores y los escritores traductores (en la cultura hispánica)
Son muchos los traductores que han alcanzado reconocimiento por la calidad literaria de sus traducciones. 
Centrando la atención en los traductores que han trabajado vertiendo obras de distintos idiomas al español, principalmente los que han estado en activo desde 1950 hasta comienzos del siglo XXI, se presenta a continuación una lista parcial. La lista se refiere a traducciones de obras literarias, pero también filosóficas y religiosas en algunos casos; es decir, recoge el concepto de traducción literaria en un sentido amplio (referido a las humanidades). La lista se ha ordenado según el idioma del que se traduce. 
- Traductores del francés: Consuelo Berges, María Teresa Gallego Urrutia,  Mauro Armiño.
- Traductores del italiano: Esther Benítez, José María Micó.
- Traductores del inglés: Salustiano Masó, Francisco Torres Oliver, José Luis López Muñoz, Miguel Martínez-Lage, Enrique de Hériz. La traducción de las obras de Shakespeare constituye un caso especial: además de las numerosas traducciones de obras individuales (y de una traducción de obras completas realizada por Luis Astrana Marín en la primera mitad del siglo XX), hoy se cuenta en español con la aportación de dos importantes esfuerzos de traducción: por un lado, la traducción de una parte importante de la obra de Shakespeare, realizada a lo largo de los años por el Instituto Shakespeare, dirigido por Manuel Ángel Conejero; y por otro lado la amplia serie de traducciones realizadas por Ángel Luis Pujante.
- Traductores del alemán: Miguel Sáenz; Andrés Sánchez Pascual; Eustaquio Barjau; Carmen Gauger.
- Traductores del ruso: Juan López-Morillas; José Laín Entralgo; Víctor Gallego; Marta Rebón.
- Traductores del árabe: respecto al árabe, las traducciones han sido realizadas frecuentemente por profesores universitarios. Tal vez este rasgo haya influido en el hecho de que se haya prestado una atención mayor a los clásicos árabes que a los autores modernos (que escriben en un árabe clásico actualizado). Entre los traductores del árabe se encuentran Emilio García Gómez, Joan Vernet, Serafín Fanjul, Salvador Peña Martín.
- Traductores del chino: Carmelo Elorduy; Marcela de Juan; Iñaki Preciado Idoeta (que también ha hecho traducciones del tibetano); Anne-Hélène Suárez.
- Traductores del japonés: Antonio Cabezas; Kazuya Sakai; Fernando Rodríguez-Izquierdo; Carlos Rubio López de la Llave; Elena Gallego Andrada; Montse Watkins; Ryukichi Terao.
- En el terreno de las lenguas clásicas, las traducciones han sido realizadas generalmente por profesores de filología griega y latina. Algunos han traducido tanto del griego clásico como del latín: José Manuel Pabón, Valentín García Yebra, Julio Calonge, Agustín García Calvo. Entre los que han traducido principalmente obras del griego clásico se puede mencionar a Antonio Tovar, Manuel Fernández-Galiano, Francisco Rodríguez Adrados, Luis Gil, Alberto Bernabé Pajares o el filósofo Julián Marías. Y entre los que han realizado traducciones del latín figuran Eduardo Valentí Fiol, Lisardo Rubio, Sebastián Mariner, Rubén Bonifaz Nuño, José Luis Moralejo, Antonio Alvar o el jurista Álvaro d'Ors. Los clásicos grecolatinos cuentan en la cultura española con varias colecciones especializadas: la Biblioteca Clásica Gredos y las colecciones bilingües de Alma Mater en España y de la Bibliotheca Scriptorum Graecorum et Romanorum Mexicana en México.
- Traductores del sánscrito: en relación con esta lengua, abundan las traducciones indirectas, pero también hay varias traducciones importantes hechas directamente por Francisco Villar Liébana, por Carmen Dragonetti y Fernando Tola Mendoza o por Juan Arnau.
Por otro lado, algunos escritores conocidos como autores de novela, poesía o ensayo se han ganado un nombre como traductores por derecho propio. La lista incluye a creadores literarios como Charles Baudelaire, Vasily Zhukovsky, Tadeusz Boy-Żeleński, Vladimir Nabokov, Jorge Luis Borges, Julio Cortázar, Robert Stiller, Lydia Davis, César Aira, Javier Marías, Haruki Murakami, Achy Obejas y Jhumpa Lahiri. 
Fuera del área hispánica, puede mencionarse como un ejemplo, entre otros, el caso de Canadá: algunas figuras de la literatura canadiense, como Sheila Fischman, Robert Dickson y Linda Gaboriau, destacan por su papel como traductores.[cita requerida]

## En Alemania
- Medalla Goethe (a personas no nacidas en Alemania, por difundir los lenguas y la cultura alemanas)

### En Canadá
- Los Governor General's Awards premian anualmente las mejores traducciones literarias entre el francés y el inglés.

### En España
- Premio Nacional de Traducción del Ministerio de Cultura de España
- Premio de traducción Fray Luis de León
- Premio Nacional a la Obra de un Traductor del Ministerio de Cultura de España

### En México
- Premio Bellas Artes de Traducción Literaria "Margarita Michelena"[12][13]